# Stadio Stefano Lotti
Lo stadio comunale Stefano Lotti è lo stadio comunale di Poggibonsi e sede degli incontri interni dell'Unione Sportiva Dilettantistica Poggibonsi, che milita nel campionato di Serie D.

## Storia
Lo stadio, con il nome ripreso dal dialetto locale I' Tondo, fu inaugurato nel 1912 come ippodromo cittadino. Poggibonsi infatti all'inizi del XX secolo era un importante centro ippico. Con la fondazione dell'US Poggibonsi, nel 1925, il prato al centro della pista dei cavalli viene adattato a campo di calcio. 
Dal primo dopoguerra il calcio soppianta definitivamente le attività equestri e I' Tondo, noto anche con il nome ufficiale di Stadio Comunale di Viale Marconi, diventa lo stadio ufficiale della città. Nel 1954 si inaugura la nuova tribuna coperta, tuttora esistente, con i nuovi locali spogliatoio per le squadre. Negli anni successivi, dal lato opposto, sorgeranno alcuni gradoni, che dagli anni '70 diventeranno il luogo adibito al forte tifoseria organizzata locale, guidata dagli Old Lion Supporter. 
Il 28 febbraio 1988, I' Tondo è terreno di tragedia per il malore fatale che costerà la vita al centrocampista del Poggibonsi Stefano Lotti.
Nel 1989 l'amministrazione comunale e la società decidono di intitolare lo stadio a Stefano Lotti. 
Nel 1990, con i contributi per gli impianti sportivi derivati dai Mondiali di Italia '90, lo stadio Lotti viene dotato di una nuova gradinata rialzata, più grande e più moderna dei gradoni precedenti, in cui verrà ricavato anche il settore ospite e la tribuna viene coperta nella sua interezza.
Nel 2024, la storica tribuna coperta viene intitolata a Uliano Vettori, storico allenatore del Poggibonsi per più di 10 anni, fautore della prima promozione in Serie C dei giallorossi nella stagione 1987-88.

## Struttura
L'impianto ha una capienza di 2513 posti.
È diviso in due settori sui lati lunghi del campo, la tribuna coperta Uliano Vettori e la gradinata. 
La gradinata, scoperta, è il cuore del tifo organizzato e non è dotata di seggiolini. Sul suo estremo lato destro, è stato ricavato il settore ospiti.

## Curiosità
Nel febbraio del 1988 si è tenuta a I' Tondo un amichevole tra Poggibonsi e URSS, con la nazionale sovietica che si trovava in Italia per preparare gli Europei 1988, nella pausa invernale del campionato locale. La partita finì 4-1 per l'URSS. Fu anche l'ultima partita di Stefano Lotti.